# Hédi Fried
Hédi Fried (n. 15 iunie 1924, Sighetu Marmației, Maramureș, România – d. 19 noiembrie 2022, Comitatul Stockholm, Suedia) a fost o psihologă și scriitoare de origine evreiască, supraviețuitoare a Holocaustului. După ce s-a salvat din lagărele Auschwitz și Bergen-Belsen a emigrat în Suedia în iulie 1945.

## Biografie
În 1944 Hédi Fried a fost deportată de autoritățile maghiare din nord-vestul Transilvaniei, împreună cu familia sa și cu alți evrei din Sighetu Marmației, în Lagărul de concentrare Auschwitz. Părinții și rudele ei apropiate au murit acolo. A fost transferată apoi în lagărul de exterminare de la Bergen-Belsen  de unde, cu ajutorul Crucii Roșii s-a stabilit în Suedia, unde a ajuns cu vaporul M/S Rönnskär.
Hédi Fried a lucrat în Suedia ca psiholog și a participat la educarea tinerelor generații, promovând toleranța și înțelegerea între oameni. În plus, a publicat cinci cărți cu conținut autobiografic, care au fost traduse în peste 20 de limbi. Trei cărți au fost traduse în limba română: Frânturi dintr-o viață. Drumul la și de la Auschwitz, A treia viață, Pendulul Vieții - Fragmente, experiente, reflecții - Date istorice și îndrumător pentru profesori.

## Premii și distincții
Hédi Fried a fost distinsă cu medalia Illis Cvorum și a fost numită Europeanul Anului în 1997. Ea a primit în 1998 Natur & Kulturs Kulturpris, un premiu cultural pentru opera ei literară. În 2015 a fost distinsă cu Ordinul Național „Steaua României” în grad de Cavaler, la propunerea ministrului afacerilor externe, „în semn de profund respect pentru suferințele îndurate, în timpul celui de-al Doilea Război Mondial, în lagărele de concentrare de la Auschwitz-Birkenau, pentru contribuția deosebită avută la promovarea valorilor toleranței și la mai buna cunoaștere a istoriei Holocaustului - o tragedie pe care omenirea nu trebuie să o mai cunoască”, și în 2017 cu Ordinul de Merit al Republicii Federale Germania.
În decembrie 2017 i s-a acordat Premiul Olof Palme pe anul 2017 pentru „eforturile neobosite de apărare a egalității în drepturi a tuturor oamenilor, precum și pentru munca de o viață de a face cunoscute atrocitățile produse de nazism și rasism, violență și prejudecăți”.
S-a stins pe 20 noiembrie 2022, la vârsta de 98 de ani

## Cărți
- 1992 – Skärvor av ett liv. Vägen till och från Auschwitz, Natur & Kultur, ISBN: 91-27-02963-8
- 1995 – Livet tillbaka, Natur & Kultur, ISBN: 91-27-05353-9
- 2002 – Ett tredje liv: från jordbävning i själen till meningsfull tillvaro, Natur & Kultur, ISBN: 91-27-09280-1
- 2003 – Livets pendel. Fragment, erfarenheter, insikter, Lärarhandledning Natur & Kultur, ISBN: 91-27-09398-0
- 2017 – Frågor jag fått om Förintelsen, Natur & Kultur, ISBN: 978-91-27-15085-0